# Pony Express

Mapa de la ruta del Pony Express.

El Pony Express fue un servicio de correo rápido que cruzaba Estados Unidos. Empezaba en St. Joseph (Misuri) y llegaba hasta Sacramento (California). Estuvo operativo desde abril de 1860 a noviembre de 1861. Los mensajes se llevaban a caballo a lo largo de praderas, planicies, desiertos y montañas. Redujo el tiempo que tardaba el correo en llegar desde el océano Atlántico al océano Pacífico a diez días.
Al viajar por una ruta ligeramente más corta y emplear jinetes en lugar de diligencias, los fundadores del Pony Express esperaban lograr un servicio más rápido y seguro y conseguir un contrato exclusivo con el gobierno.
El Pony Express demostró que un sistema unificado transcontinental podía construirse y funcionar continuamente todo el año, algo que antes se consideraba imposible. Desde que fue reemplazado por el primer telégrafo transcontinental inaugurado el 24 de octubre de 1861 y la primera vía férrea transcontinental, el Pony Express pasó a formar parte de la época del lejano oeste. Su dependencia de la capacidad y resistencia de los jinetes y los caballos en lugar de en la innovación tecnológica ha hecho que el Pony Express pase a formar parte del tópico del «duro individualismo americano» (por estadounidense).
En 2006, el United States Postal Service registró el nombre Pony Express.

## Trasfondo

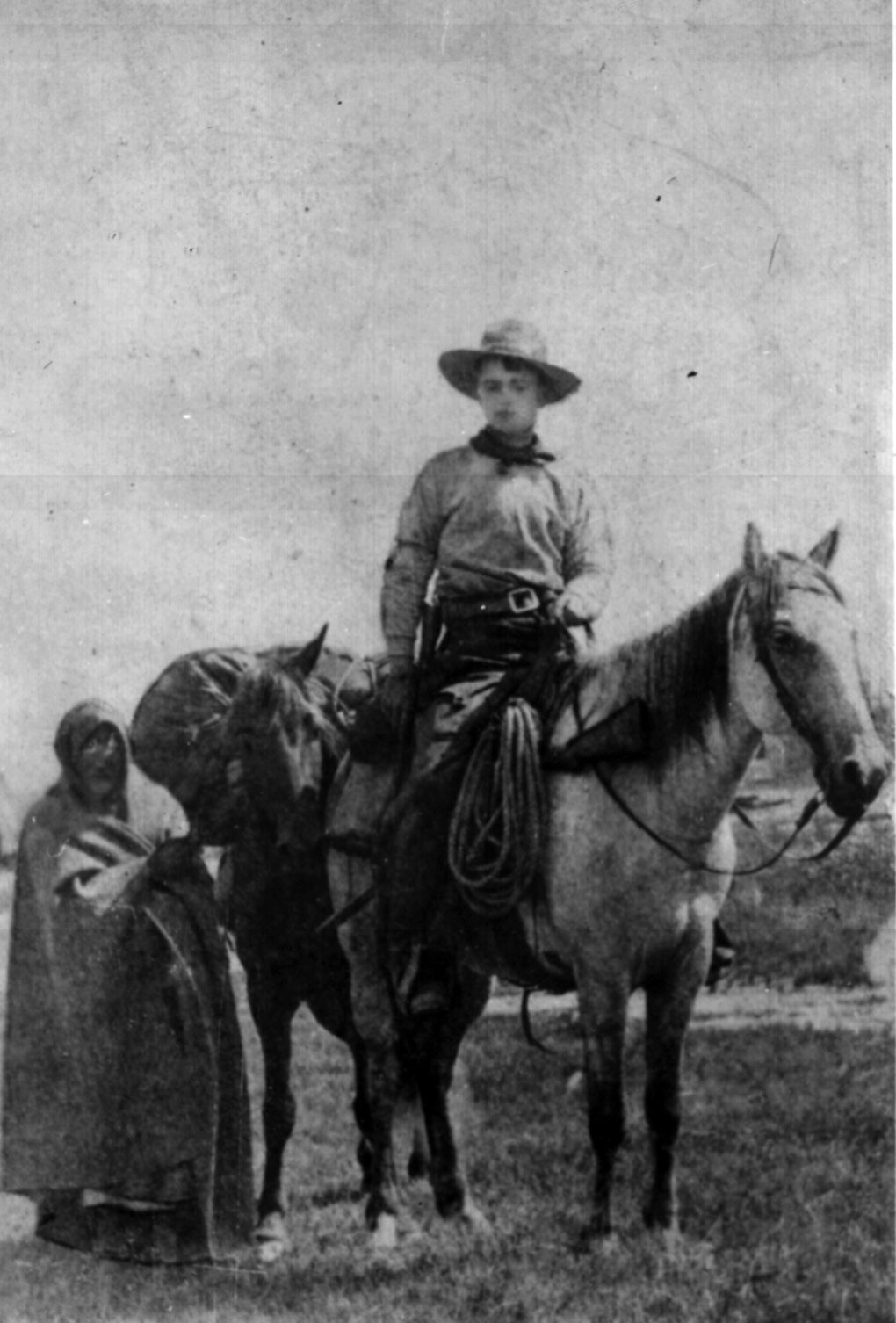
Frank E. Webner, jinete del Pony Express, alrededor de 1861.

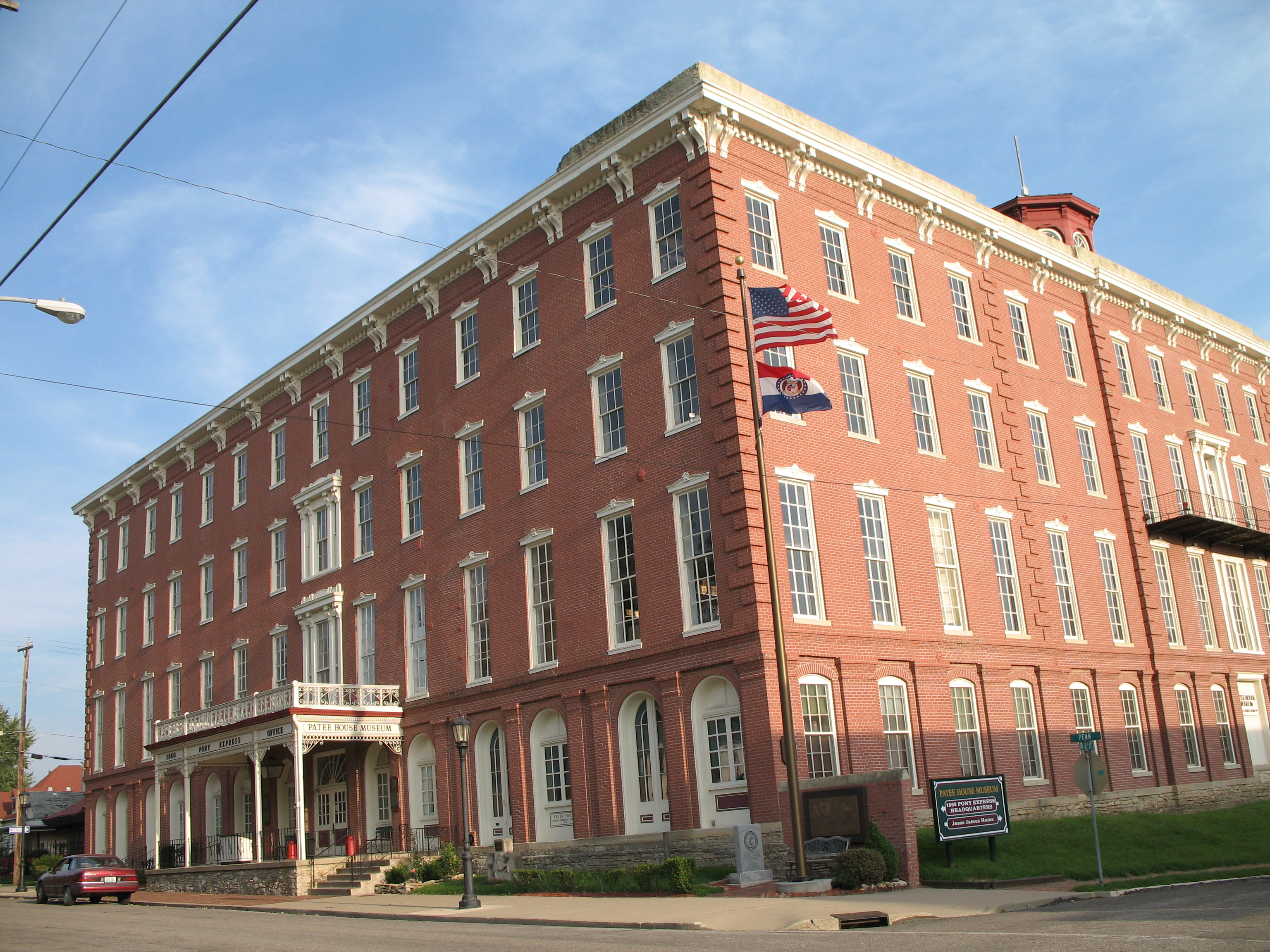
El cuartel general de Pony Express estaba en la Patee House de St. Joseph.

El Pony Express, desplegado un año antes del inicio de la guerra civil estadounidense, reflejaba la necesidad de disponer de una comunicación rápida y segura con el Oeste.
En 1845, un mensaje del presidente James K. Polk tardó seis meses en llegar al oeste. Los mensajes por aquella época tenían que viajar bordeando América del Sur por Tierra del Fuego o atravesando el istmo de Panamá.
En 1860 la ruta más rápida era la línea Butterfield Stage desde San Luis (Misuri), pasando por El Paso (Texas), que duraba 25 días. Era casi 950 km más corto enviar el correo por la ruta central o por la del norte. No era fácil, sin embargo, cruzarlas durante el invierno a causa de la nieve.
Se dice que, en 1854, Benjamin Franklin Ficklin, un empleado de la empresa Russell, Majors and Waddell, fue el primero en proponer una ruta más rápida al senador de California William M. Gwin.
Russell, Majors y Waddell era una de las empresas proveedoras de varias rutas al oeste, la ruta de Oregón (Oregon Trail) y el camino de Santa Fe (Santa Fe Trail) y operaba en un gran complejo en West Bottoms, Kansas City (Misuri). La firma también proveía al ejército en su base de Fort Leavenworth (Kansas).
En octubre de 1857, Russell, Majors y Wadell se enfrentaban a la ruina financiera tras la destrucción de 54 vagones por parte de Lot Smith y su Legión Nauvoo durante la Guerra de Utah. El ejército no les reembolsó las pérdidas y la compañía empezó a buscar otras fuentes de ingreso. En 1859 compraron a Ben Holladay el contrato para servir correo entre Leavenworth y Salt Lake City (Utah).
El 27 de enero de 1860 William Hepburn Russell informó a la compañía que el senador Gwin apoyaría un contrato para el servicio de California por la ruta central si se demostrase que podría llegar el correo en 10 días y que estaría lista en abril. Cambiaron el nombre de su compañía de Leavenworth & Pikes Peak Express a Central Overland California and Pikes Peak Express Company, con vistas a lograr el acuerdo.
La Hannibal & St. Joseph Railroad había empezado a operar en 1859, siendo el primer ferrocarril que cruzaba Misuri. Estaba a 48 km de Leavenworth siguiendo el curso del río Misuri. Se decidió que sería el punto inicial de una ruta de correo rápido hacia California.
Alexander Majors y Ficklin construyeron 190 puntos de apoyo a lo largo de los 3 106 km desde St. Joseph a Sacramento, contrataron a 50 jinetes y adquirieron 500 caballos. Completaron la tarea a tiempo de abrir el 3 de abril de 1860. Ficklin tendría un desencuentro más tarde con Russell que le llevó a abandonar el negocio en julio de 1860. Tras esto pasó a ser uno de los miembros de la Pacific Telegraph Company.

## Funcionamiento

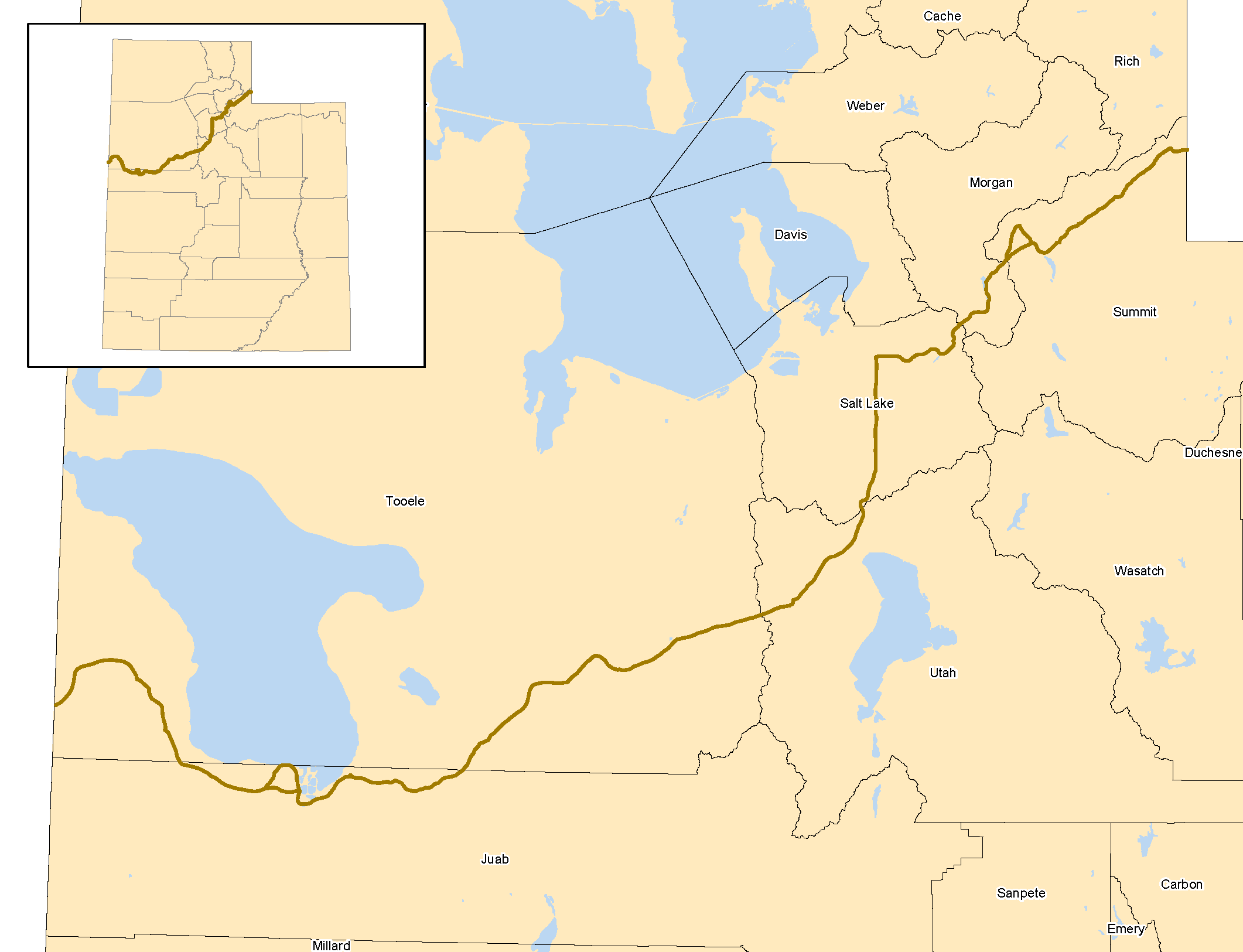
El tramo del estado de Utah de la ruta del Pony Express.

Las estaciones del Pony Express estaban separadas unos 16 kilómetros a lo largo de la ruta, aproximadamente la distancia máxima que un caballo puede recorrer a galope tendido. El jinete cambiaba a un caballo fresco en cada estación. La mochila se dejaba en la grupa del caballo, donde se mantenía por el peso del jinete. El caballo cargaba en total 75 kg de correo. Los jinetes, que no podían pesar más de 56 kg, eran reemplazados cada 120-160 km.
Major adquirió más de 400 caballos para el proyecto, de una altura media de 1,47 m y un peso de 410 kg, de ahí el nombre de pony (‘poni’).

## Ruta
El recorrido seguía aproximadamente el mismo trazado que la ruta de Oregón (Oregon Trail), la ruta Mormón (Mormon Trail) y la ruta de California (California Trail). Tras cruzar el río Misuri en St. Joseph, seguía el curso de la actual ruta US 36 —la Autopista del Pony Express— hasta Marysville (Kansas), donde giraba al norte siguiendo el río Little Blue hasta Fort Kearney, en Nebraska. Tras atravesar Nebraska seguía el curso del río Platte, pasaba por Courthouse Rock (Bridgeport), Chimney Rock (Bayard) y Scottsbluff, bordeando Colorado por Julesburg antes de llegar al Fuerte Laramie, en Wyoming. Desde allí, seguía el río Sweetwater, pasando por Independence Rock, Devil's Gate y Split Rock, hasta Fort Casper, y a través de South Pass hacia Fort Bridger, para luego seguir a Salt Lake City. Cruzaba el Great Basin, el desierto de Utah-Nevada y la Sierra Nevada, cerca del lago Tahoe, antes de llegar a Sacramento. El correo se enviaba en aquella época en un vapor por el río Sacramento hasta San Francisco. En las pocas veces que no se pudo emplear el vapor, los jinetes llevaron el correo hasta Oakland (California).

## Primer viaje
Estaba programado que los viajes dejasen San Francisco y St. Joseph simultáneamente el 3 de abril de 1860, aunque la ruta del este tuvo más publicidad. No hay fotografías de los primeros jinetes.

### Conexión oeste

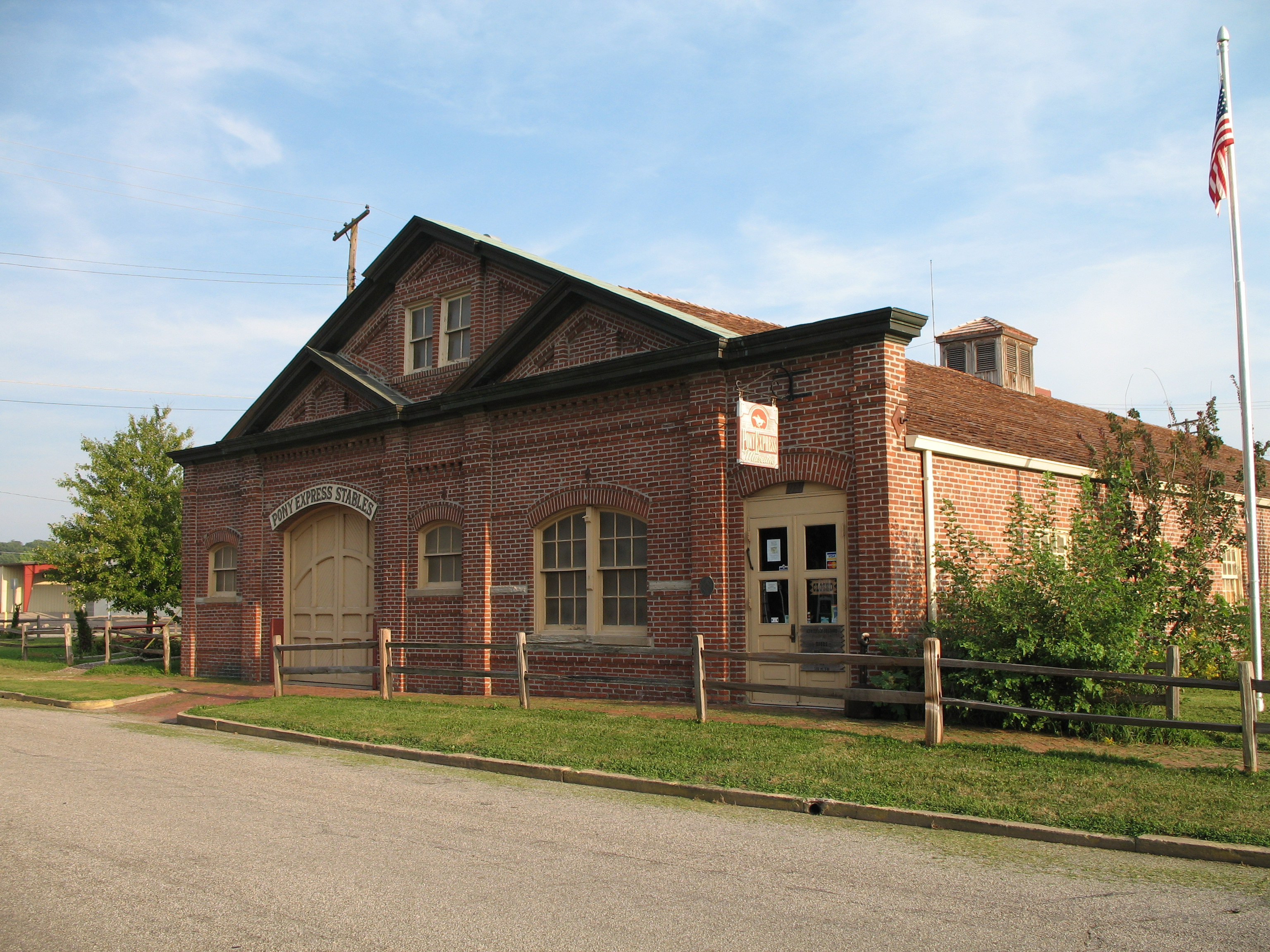
Establos de Pony Express en St. Joseph.

Los mensajeros que portaban la mochila desde Nueva York y Washington fallaron en una conexión en Detroit y llegaron a Hannibal (Misuri) con dos horas de retraso. Los operarios del ferrocarril despejaron la vía y dispusieron una locomotora especial llamada Missouri, con un solo vagón, que recorrió el trayecto de 332 km en un tiempo récord, 4 horas y 51 minutos— una media de 64 km/h. Llegó a Olive y 8th Street — a unos pocos bloques de distancia de la nueva sede de la compañía en un hotel de Patee House en la 12th Street y Pensilvania y los establos de la compañía en Pensilvania. La primera saca contenía 49 cartas, cinco telegramas privados y algunos documentos de San Francisco y puntos intermedios.
El alcalde de St. Joseph, M. Jeff Thompson, William Russell y Alexander Majors pronunciaron discursos antes de que la mochila fuese entregada. Actualmente hay una discusión sobre quién fue el primer jinete. El viaje empezó a las 7:14 p. m..
El primer trayecto a caballo del Express comprendía unos 800m desde los establos del Express hasta el ferry del río Misuri al pie de Jules Street. Se dice que Johnny Fry fue el primer jinete real de la Conexión Oeste. Llevó la saca desde el ferry a Elwood (Kansas). Hay testimonios que indican que el jinete cruzó a caballo el río. Sin embargo, en realidad lo cruzó desmontado y consiguió una nueva montura en un establo en la otra orilla, tras lo que cabalgó hasta Seneca (Kansas).
Se cree que fue Johnson William Richardson el primer jinete que llevó la saca hasta el ferry. Se dice que su hermano, que dirigía los establos, depositó la saca en el caballo. Richardson no cabalgó más veces para el Pony Express.
Fry también llevó el primer correo desde San Francisco a St. Joseph el 14 de abril de ese año.

### Conexión este
Se cree que James Randall fue el primer jinete que partió de la oficina de telégrafos de San Francisco, pues estaba en el vapor Antelope que iba a Sacramento. A las 2:45 a. m. William (Sam) Hamilton fue el primer jinete en emprender el trayecto desde Sacramento.

## Obstáculos
La primera tarea del coronel Ulysses S. Grant durante la guerra civil estadounidense fue proteger al Hannibal & St. Joseph Railroad y al correo del Pony Express. Grant fue ascendido a brigadier general en agosto de 1861 tras este encargo.
Durante la Guerra Paiute desarrollada en 1860 en el entorno del Lago Pirámide, fueron emboscadas muchas estaciones, como la de Silver Springs en mayo.

## Cierre
Aunque el Pony Express demostró que la ruta central era viable, Russell, Majors y Waddell no consiguieron el contrato para servir correo por ella. El contrato fue en cambio asignado a Ben Holladay en marzo de 1861, el cual había tomado control del Butterfield Stage. Holladay tomó posesión de las estaciones de Russell, Majors y Waddell para abastecer a sus carros. Desde marzo de 1861 el Pony Express llevaría correo sólo entre Salt Lake City y Sacramento. El Pony Express anunció su cierre el 24 de octubre de 1861, dos días después de que el envío del primer telégrafo transcontinental llegara a Salt Lake City. El último viaje se realizó el 21 de noviembre de 1861.
En su breve existencia, el Pony Express había ganado 90 000 dólares y perdido 200 000. En 1866, tras el fin de la guerra civil estadounidense, Holladay vendió los establecimientos del Pony Express junto con los restos del Butterfield Stage a Wells Fargo por un millón y medio de dólares.

## Marcas y logotipos

El logotipo del servicio postal de un jinete usado antes de 1970 no estaba inspirado por el Pony Express, contrariamente a lo que muchos creen.

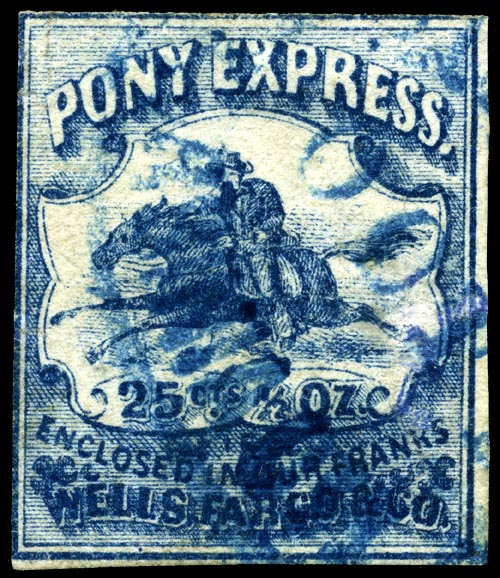
Este sello de 25 centavos impreso por Wells Fargo fue matasellado en Virginia City, Nevada, aunque probablemente no fue usado en una carta real del Pony Express.

Wells Fargo usó el logotipo del Pony Express para sus coches blindados. El logotipo se siguió empleando cuando otras compañías compraron el negocio en la década de 1990. En 2001 el logo del Pony Express dejó de usarse para negocios de seguridad, tras la última venta de la compañía.
En junio de 2006, el United States Postal Service anunció que había registrado la marca Pony Express, junto con Air Mail.

## Legado
Hay estatuas erigidas en honor del Pony Express en Sacramento, Stateline y Reno (en Nevada), Salt Lake City, Casper, Julesburg (Colorado), North Kansas City y St. Joseph. La más famosa es la que fue inaugurada el 20 de abril de 1940 en St. Joseph. Fue esculpida por Hermon Atkins MacNeil y se encuentra en el City Hall Park. La ciudad ha rechazado propuestas para trasladarla al parque junto a los establos.